# È arrivato il Broncio
È arrivato il Broncio (Here Comes the Grump) è un film d'animazione del 2018 diretto da Andrés Couturier. La pellicola è ispirata ad una serie animata degli anni '70.

## Trama
Terry è un ragazzino con una grande immaginazione. Si ritrova in un mondo magico e popolato da creature fantastiche, dove un mago di nome Broncio rende tutti tristi. Terry quindi ha il compito di trovare la formula magica per riportare a tutti la felicità. 
Il Broncio, il mago maldestro e arrabbiato che sparge grigiore e tristezza sul variopinto regno di Groovynham, non si è sempre chiamato così. Prima il suo nome era Sorriso, il suo umore era allegro e il suo cuore batteva per la bella Mary. Un re impaziente, però, l'ha imprigionato e ha esiliato lei in un'altra dimensione, quella terrena, per la precisione nella Londra degli anni Settanta. Parecchi decenni dopo, è il nipotino di Mary, il giovane Terry, a venire catapultato nella magica terra della nonna, dove una principessina lo scambia per il suo salvatore e il Broncio dichiara guerra ad entrambi.
Con l'aiuto di un navigatore satellitare alquanto particolare i due attraverseranno i paesi che Terry credeva esistessero solo nella fantasia della nonna: luoghi abitati da palloncini parlanti, orchidee sussurranti, personaggi psichedelici, cani-maiali dal naso smontabile, che si susseguono come tappe di un'avventura picaresca o livelli di un video-game, dentro un mondo che ha i colori del "Lorax".

## Produzione
Il film è stato annunciato per la prima volta nel settembre 2014, quando era in fase di sviluppo un adattamento cinematografico del cartone animato Here Comes the Grump, prodotto da Ánima Estudios. Lo sviluppo non è iniziato immediatamente dopo il suo annuncio a causa dello sviluppo di altri progetti.[ Nonostante fosse un cartone animato americano, la serie era molto più popolare in Messico che negli Stati Uniti. Ciò ha portato alla produzione del film. L'animazione del film è stata realizzata presso Prime Focus World, nelle sue strutture di Londra e Mumbai.
I personaggi del film sono stati disegnati da Craig Kellman, animatore che ha anche disegnato personaggi per altri film d'animazione, come Hotel Transylvania e Madagascar.
Il 5 ottobre 2017 gli attori britannici Toby Kebbell, Lily Collins e Ian McShane si sono uniti al cast per le voci in inglese del film.

## Distribuzione
La pellicola è stata distribuita nelle sale cinematografiche italiane il 1º marzo 2018.
Al momento della sua uscita ha ricevuto recensioni contrastanti da parte della critica cinematografica. Rotten Tomatoes ha accolto la pellicola con il 17% delle recensioni professionali positive, basato su 6 opinioni dei critici cinematografici.
Ha incassato negli USA 4 milioni di dollari, mentre nel resto del mondo 22 milioni, a fronte di una produzione di 9 milioni.